# 松前由広
松前 由広（まつまえ よしひろ）は、江戸時代初期の武士。

## 略歴
文禄3年（1594年）、松前慶広の四男として誕生。幼名は数馬。長兄・盛広になかなか嗣子が生まれなかったため、兄の養子に迎えられた。しかし兄に嗣子として公広が生まれると、養子関係を白紙に戻されている。
このような経緯から、父や兄とは仲が悪かったらしく、また甥の公広とも常に反目していたといわれる。慶長19年（1614年）に大坂冬の陣が始まると、父・慶広から豊臣氏に内通したとの嫌疑をかけられ、討伐の命を受けた工藤祐種により12月26日に殺害された。享年21。